# Grimme-Preis 2018
Die Preisträger des 54. Grimme-Preises 2018 wurden am 14. März 2018 im Grillo-Theater in Essen bekanntgegeben. Die Preisverleihung fand am 13. April 2018 im Stadttheater Marl statt; die Moderation übernahm Annette Gerlach, die musikalische Untermalung Woods of Birnam.

## Preisträger
(Quelle:)

### Fiktion
- 4 Blocks (TNT Serie)
  - Marvin Kren (Regie)
  - Maryam Zaree (Darstellung)
  - Kida Khodr Ramadan (Darstellung)
- Babylon Berlin (ARD Degeto/Sky Deutschland/WDR)
  - Henk Handloegten (Buch/Regie)
  - Tom Tykwer (Buch/Regie/Filmmusik)
  - Achim von Borries (Buch/Regie)
  - Alexander Berner (Montage)
  - Claus Wehlisch (Montage)
  - Antje Zynga (Montage)
  - Uli Hanisch (Szenenbild)
  - Pierre-Yves Gayraud (Kostüm)
  - Johnny Klimek (Filmmusik)
  - Mario Kamien (Szenenmusik)
  - Nikko Weidemann (Szenenmusik)
  - Liv Lisa Fries (Darstellung)
  - Volker Bruch (Darstellung)
  - Peter Kurth (Darstellung)
- Dark (Netflix)
  - Jantje Friese (Buch)
  - Baran bo Odar (Regie)
  - Udo Kramer (Production Design)
  - Simone Bär (Casting)
  - Angela Winkler (Darstellung)
  - Louis Hofmann (Darstellung)
  - Oliver Masucci (Darstellung)
- Landgericht – Geschichte einer Familie (ZDF)
  - Heide Schwochow (Buch)
  - Matthias Glasner (Regie)
  - Petra Heim (Szenenbild)
  - Johanna Wokalek (Darstellung)
  - Ronald Zehrfeld (Darstellung)
- Zuckersand (BR/ARD Degeto/MDR)
  - Bert Koß (Buch)
  - Dirk Kummer (Buch/Regie)
  - Tilman Döbler (Darstellung, stellvertretend für das Darsteller-Ensemble)
  - Valentin Wessely (Darstellung, stellvertretend für das Darsteller-Ensemble)

### Information & Kultur
- Ab 18! Du warst mein Leben (ZDF/3sat)
  - Rosa Hannah Ziegler (Buch/Regie)
- Alles gut – Ankommen in Deutschland (NDR/SWR)
  - Pia Lenz (Buch/Regie/Kamera)
- Cahier Africain (ZDF/3sat)
  - Heidi Specogna (Buch/Regie)
  - Johann Feindt (Kamera)
- Sewol – Die gelbe Zeit (BR)
  - Minsu Park (Regie/Konzept)
  - Gregor Koppenburg (Buch)
  - Britta Schwem (Buch)
  - Christoph Hutterer (Schnitt)
- Berichterstattung zu den Ereignissen des G20-Gipfels (NDR)
  - Volker Steinhoff (Redaktionsleitung Panorama), Sven Lohmann (Redaktionsleitung Panorama 3) und Dietmar Schiffermüller (Redaktionsleitung Panorama – die Reporter), stellvertretend für die jeweiligen Redaktionen

### Unterhaltung
- Circus HalliGalli #GoslingGate (ProSieben)
  - Klaas Heufer-Umlauf (Idee)
  - Joko Winterscheidt (Idee)
  - Ludwig Lehner (Darstellung)
  - Jakob Lundt (Dramaturgische Aufbereitung)
  - Thomas Martiens (Dramaturgische Aufbereitung)
  - Thomas Schmitt (Dramaturgische Aufbereitung)
- Eier aus Stahl – Max Giesinger und die deutsche Industriemusik aus dem Neo Magazin Royale (ZDF/ZDFneo)
  - Jan Böhmermann
  - Matthias Murmann
  - Philipp Käßbohrer
- Kroymann (RB)
  - Maren Kroymann (Darstellung/Autorin)
  - Sebastian Colley (Headautor)

### Kinder & Jugend
- 5vor12 (BR)
  - Marcus Roth (Buch)
  - Tillmann Roth (Buch)
  - Christof Pilsl (Regie)
  - Niklas Weise (Regie)
- Germania (ZDF/funk)
  - Bastian Asdonk (Formatentwicklung/Konzept)
  - Susanne Erler (Regie)
  - Sara Mohaupt (Regie)
  - Benjamin Kahlmeyer (Regie)

### Publikumspreis der Marler Gruppe
- Eine unerhörte Frau (ZDF/Arte)
  - Angelika Schwarzhuber (Buch)
  - Christian Lex (Buch)
  - Hans Steinbichler (Regie)
  - Romy Butz (Darstellung)
  - Rosalie Thomass (Darstellung)

### Besondere Ehrung des Deutschen Volkshochschul-Verbandes
- Inge von Bönninghausen, Gert Scobel und Armin Wolf